# Wilfried König (Ingenieur)
Wilfried König (* 19. Oktober 1928 in Rivenich; † 27. Juni 2001) war ein deutscher Ingenieur und Wissenschaftler auf dem Gebiet der Produktionstechnik. Er studierte von 1951 bis 1957 Maschinenbau an der RWTH Aachen, wo er seit 1956 als wissenschaftlicher Assistent bei Herwart Opitz arbeitete. 1962 promovierte er und wurde 1965 Oberingenieur am Werkzeugmaschinenlabor WZL der RWTH Aachen und habilitierte. Danach war er als Dozent für Zerspanung tätig. 1968 wurde er Professor für Zerspantechnik in Aachen. 1980 gründete er das Fraunhofer-Institut für Produktionstechnologie in Aachen, blieb aber bis zu seiner Emeritierung im Jahr 1994 in leitender Position am WZL tätig. Darüber hinaus leitete er von 1990 bis 1991 als Präsident die Internationale Akademie für Produktionstechnik (CIRP).  
Für seine Verdienste wurde König zum Ehrendoktor der Universität Leuven und der Universität Thessaloniki ernannt und 1992 mit der SME Frederick Taylor Research Medal (benannt nach Frederick Taylor) sowie 1995 mit der Erich-Siebel-Gedenkmünze der Europäischen Gesellschaft für Blechverarbeitung ausgezeichnet.

## Werke
- Fertigungsverfahren (5 Bände)
- Ermittlung der Ursachen für ein unterschiedliches Kolkstandzeitverhalten bei der Zerspanung von Werkstoffen gleicher Normbezeichnung mit Hartmetalldrehwerkzeugen (Dissertation)
- Über den Einfluß nichtmetallischer Einschlüsse auf die Zerspanbarkeit von unlegierten Baustählen (Habilitationsschrift)